# Satz von Kadets-Snobar
Der Satz von Kadets-Snobar, benannt nach M. I. Kadets und M. G. Snobar, ist ein Satz aus dem mathematischen Teilgebiet der Funktionalanalysis. Er stellt eine Abschätzung für minimale Normen von Projektionsoperatoren mit endlichdimensionalem Bildraum dar. Diese Abschätzung erweist sich als in gewisser Weise optimal.

## Formulierung des Satzes
Es sei {\displaystyle X} ein reeller, normierter Raum und {\displaystyle Y\subset X} ein endlichdimensionaler Unterraum. Dann gibt es einen stetigen, linearen Operator {\displaystyle P:X\rightarrow X} mit
- {\displaystyle P\circ P=P},   ({\displaystyle P} ist ein  Projektionsoperator),
- {\displaystyle \mathrm {Bild} (P)=Y},   (der Bildraum des Projektionsoperators ist {\displaystyle Y}),
- {\displaystyle \|P\|\leq {\sqrt {\mathrm {dim} (Y)}}},   (die Operatornorm ist beschränkt durch die Wurzel aus der Dimension).[2][3]